# Clark County Fire Department

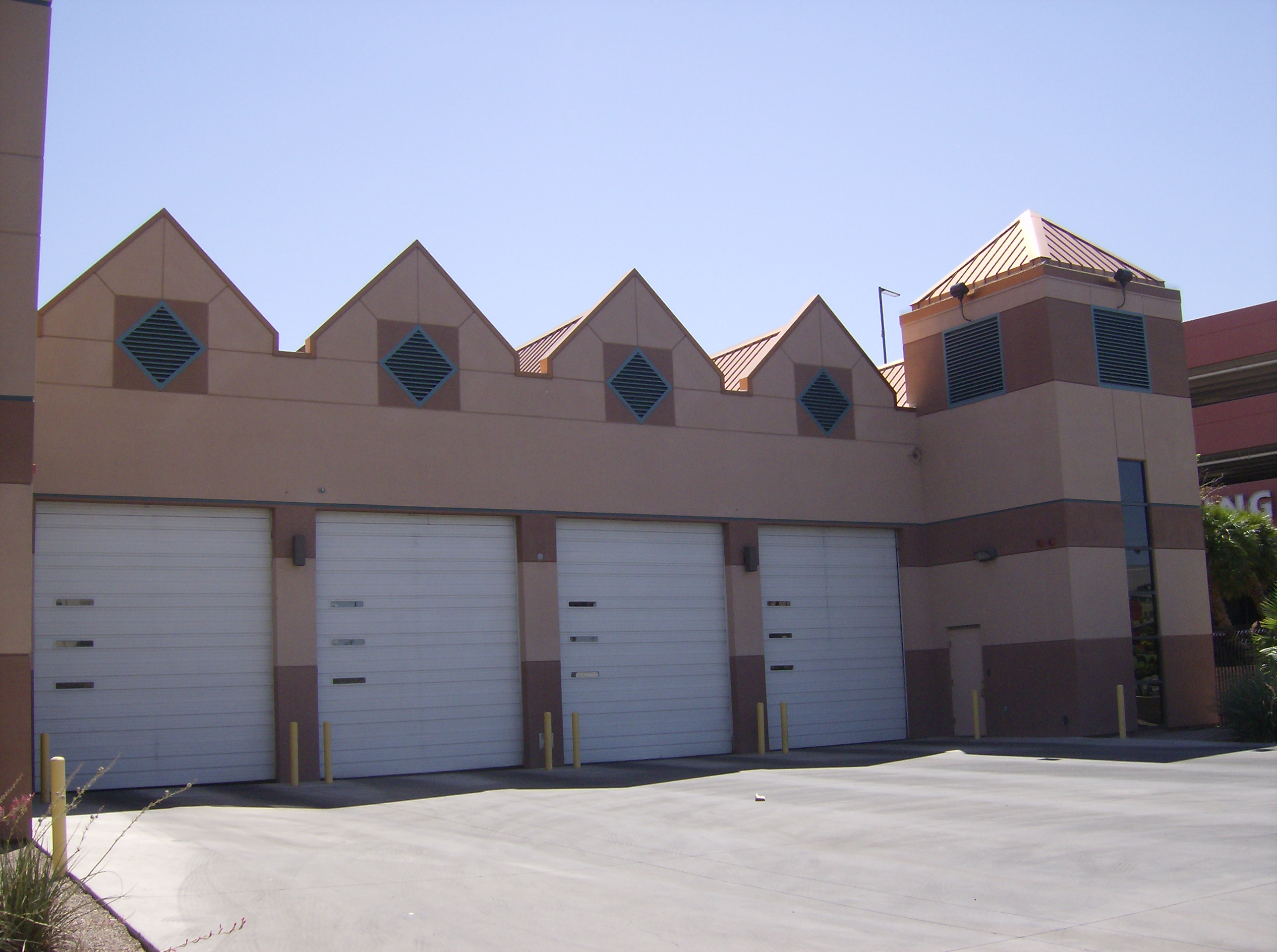
La caserne no 18, située non loin du « Strip » de Las Vegas, est l'une des plus sollicitée des États-Unis.

Le Clark County Fire Department est le corps de sapeurs-pompiers du Comté de Clark, dans le Nevada, aux États-Unis. C'est notamment dans ce comté que se trouve la ville de Las Vegas. 
Il est chargé des missions de lutte contre l'incendie, de sauvetage et d'aide médicale urgente pour tout le comté, excepté du territoire strict des villes du comté de Clark qui possèdent elles-mêmes leur propre service de pompiers. Ces villes sont au nombre de cinq :
- Boulder City
- Henderson
- Las Vegas
- North Las Vegas
- Mesquite

On trouve donc des casernes du Clark County en bordure des limites officielles de ces villes, comme dans la banlieue de Las Vegas et notamment sur le fameux « Strip », qui n'est presque pas inclus dans le territoire de Las Vegas intra muros.

## Particularités
- La caserne numéro 18, située sur Flamingo Road, à quelques centaines de mètres du « Strip » de Las Vegas, figure régulièrement numéro une des casernes les plus sollicitées des États-Unis en termes d'interventions annuelles. Elle est armée par 13 hommes et possède 3 ambulances (les Rescue), une autopompe (Engine) et une auto-échelle (Ladder) ainsi qu'un véhicule de Chef de bataillon (Bataillon Chief).